# Corb marí pigmeu
El corb marí pigmeu (Microcarbo pigmeus), corb marí menut a les Balears, és un ocell marí de la família dels falacrocoràcids (Phalacrocoracidae) que habita zones humides d'Euràsia.

## Morfologia
- Fa 48 – 58 cm de llargària.
- Bec marró, pell nua de la cara color carn i potes fosques.
- Plomatge general negre verdós. Cap i coll marró rogenc. Al cap taca triangular i línia ocular blanques. Les plomes escapulars i supracobertores alars són grises amb el bordell negre.
- En època nupcial tenen un curt plomall en la part posterior del cap i el coll i a les parts inferiors i supracobertores caudals petites taques blanques.
- Joves amb bec grogós. Parts superiors gris fosc, gola blanquinosa i abdomen, flancs i infracobertores caudals negres.

## Hàbitat i distribució
Viuen en marjals, canyars, llacs, rius i en menor mesura en la costa marina, des de l'àrea dels Balcans, Grècia i oest de Turquia, cap a l'est, fins a les vores dels Mars Negre, Caspi i d'Aral, nord i sud-oest de Tadjikistan, sud-est d'Iraq i nord de l'Iran, amb colònies al delta del Po, Itàlia. És un migrador parcial, que es pot desplaçar cap al sud a l'hivern. Accidentalment ha estat citat en la major part de països centreeuropeus, el Pakistan, Kuwait, Tunísia i, recentment, a Espanya.

## Reproducció
El corb marí pigmeu cria colonialment en aiguamolls i rius tranquils amb bona vegetació. Fan un niu d'herba i branques en un arbre baix o un canyar, on ponen 3 – 6 ous que ambdós pares coven durant 27 - 30 dies. Els pollets s'independitzen després de 70 dies.